# Cosmarium plicatum
Cosmarium plicatum là một loài Song tinh tảo trong họ Desmidiaceae, thuộc chi Cosmarium.